# Sideroxylon lycioides
Sideroxylon lycioides är en tvåhjärtbladig växtart som beskrevs av Carl von Linné. Sideroxylon lycioides ingår i släktet Sideroxylon och familjen Sapotaceae. Inga underarter finns listade i Catalogue of Life.

## Bildgalleri

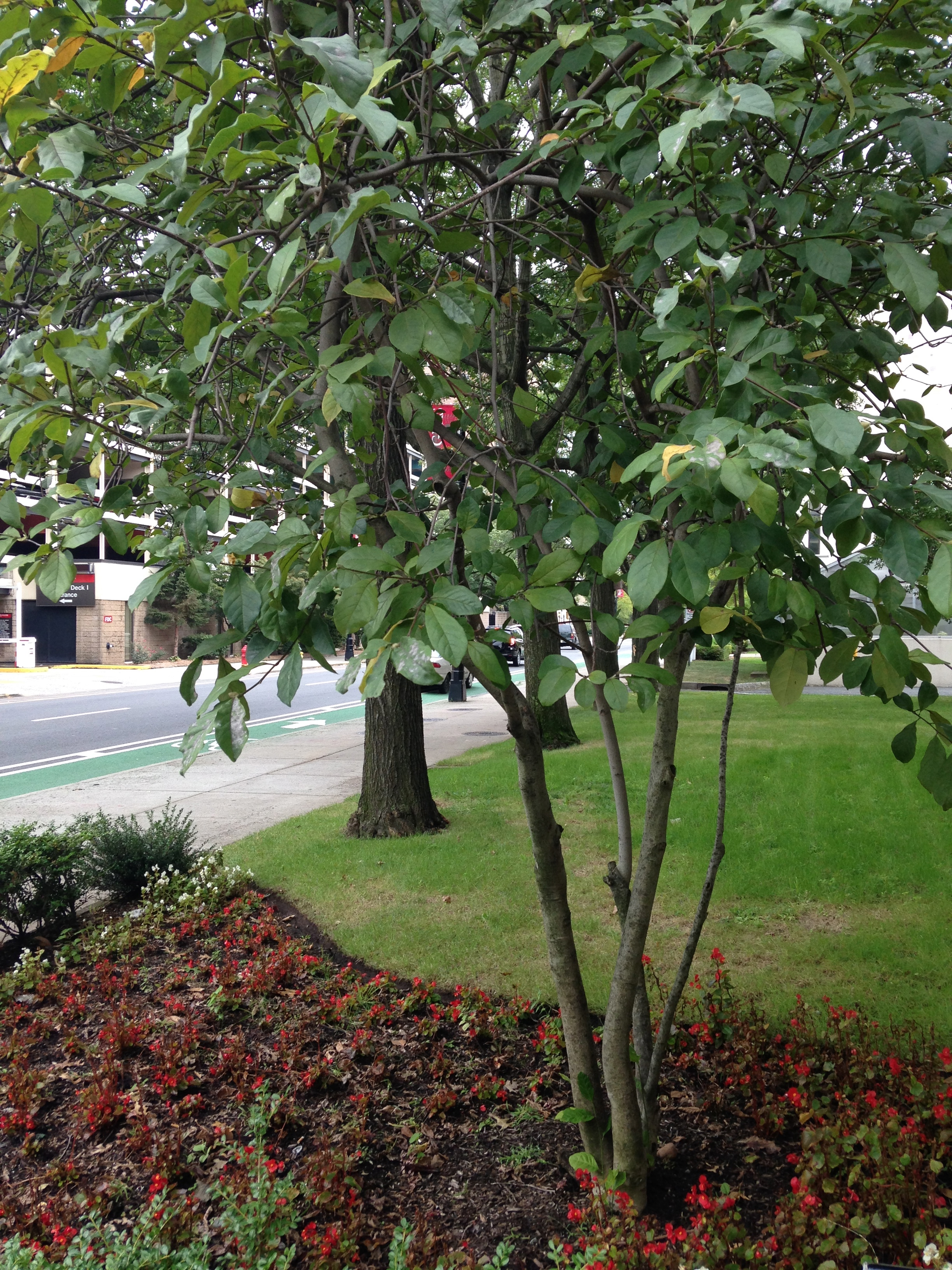
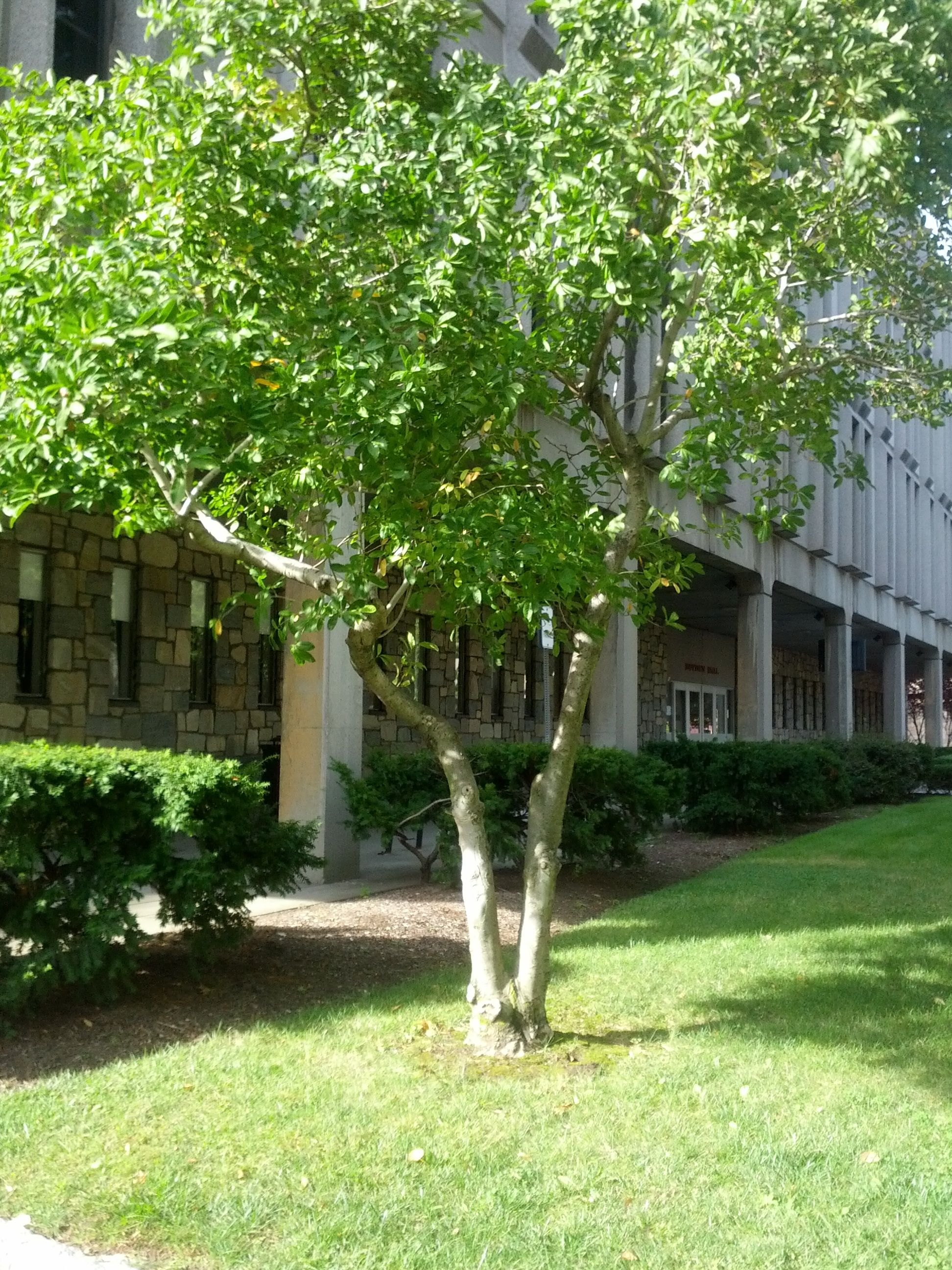
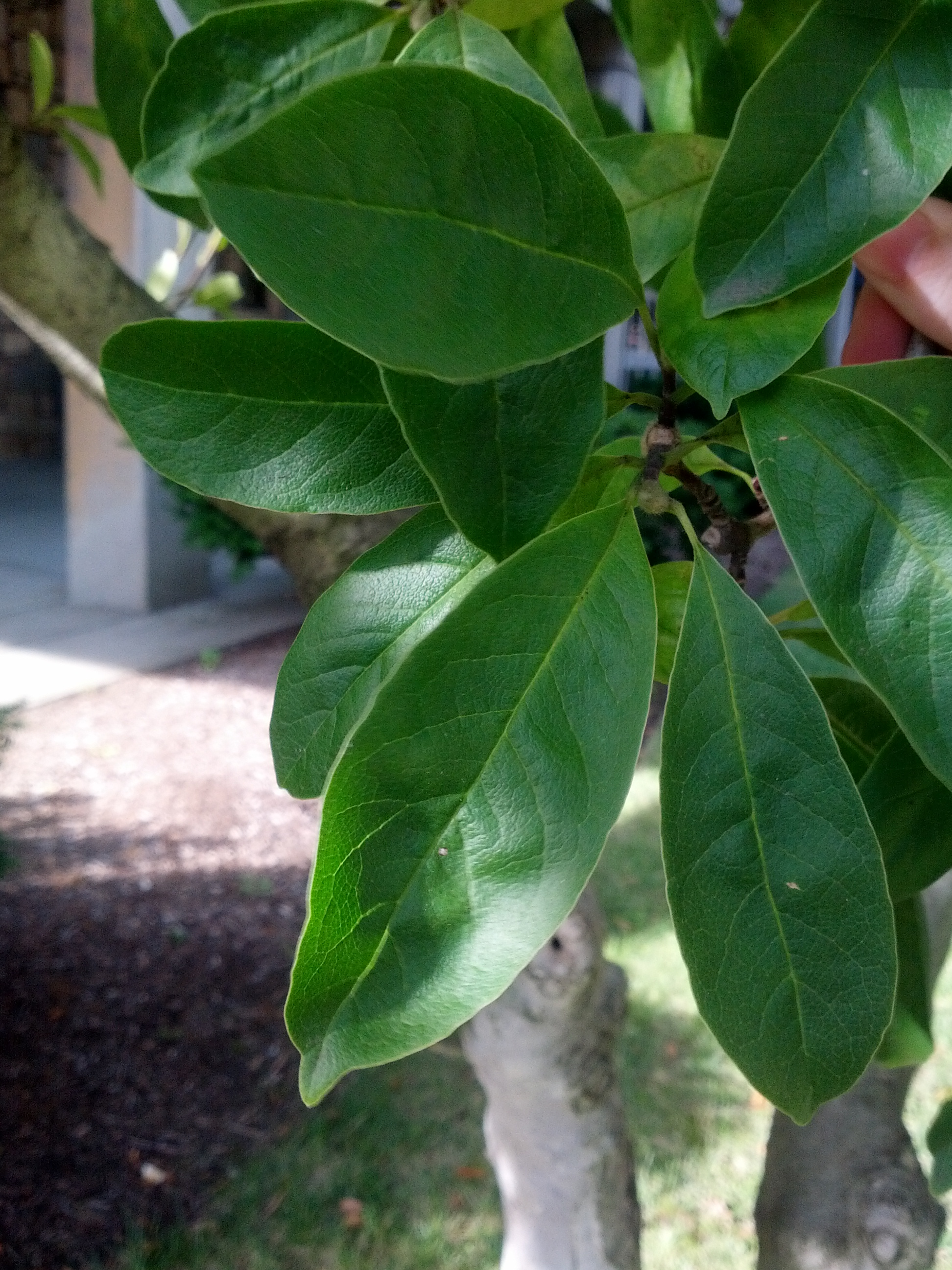
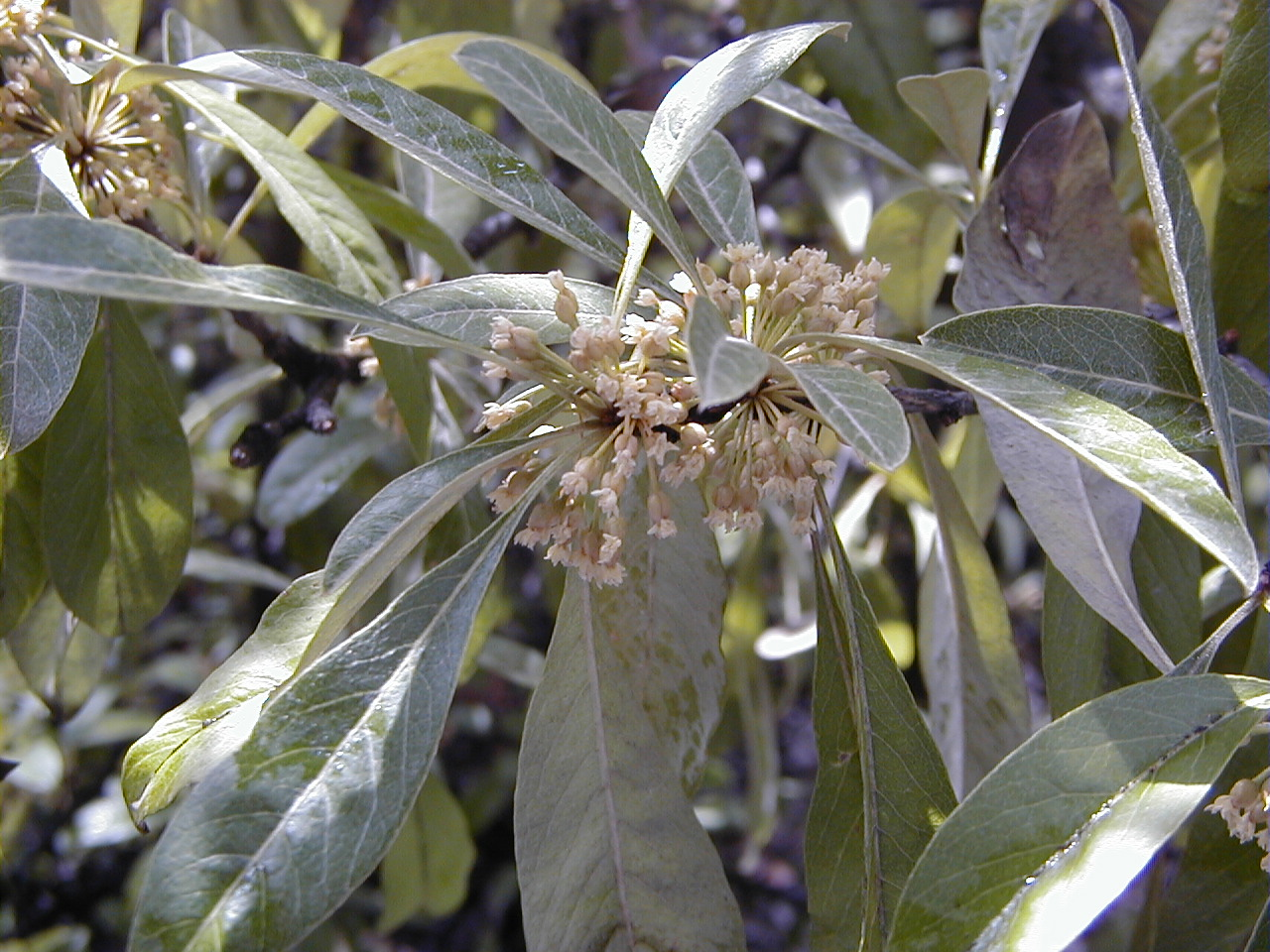
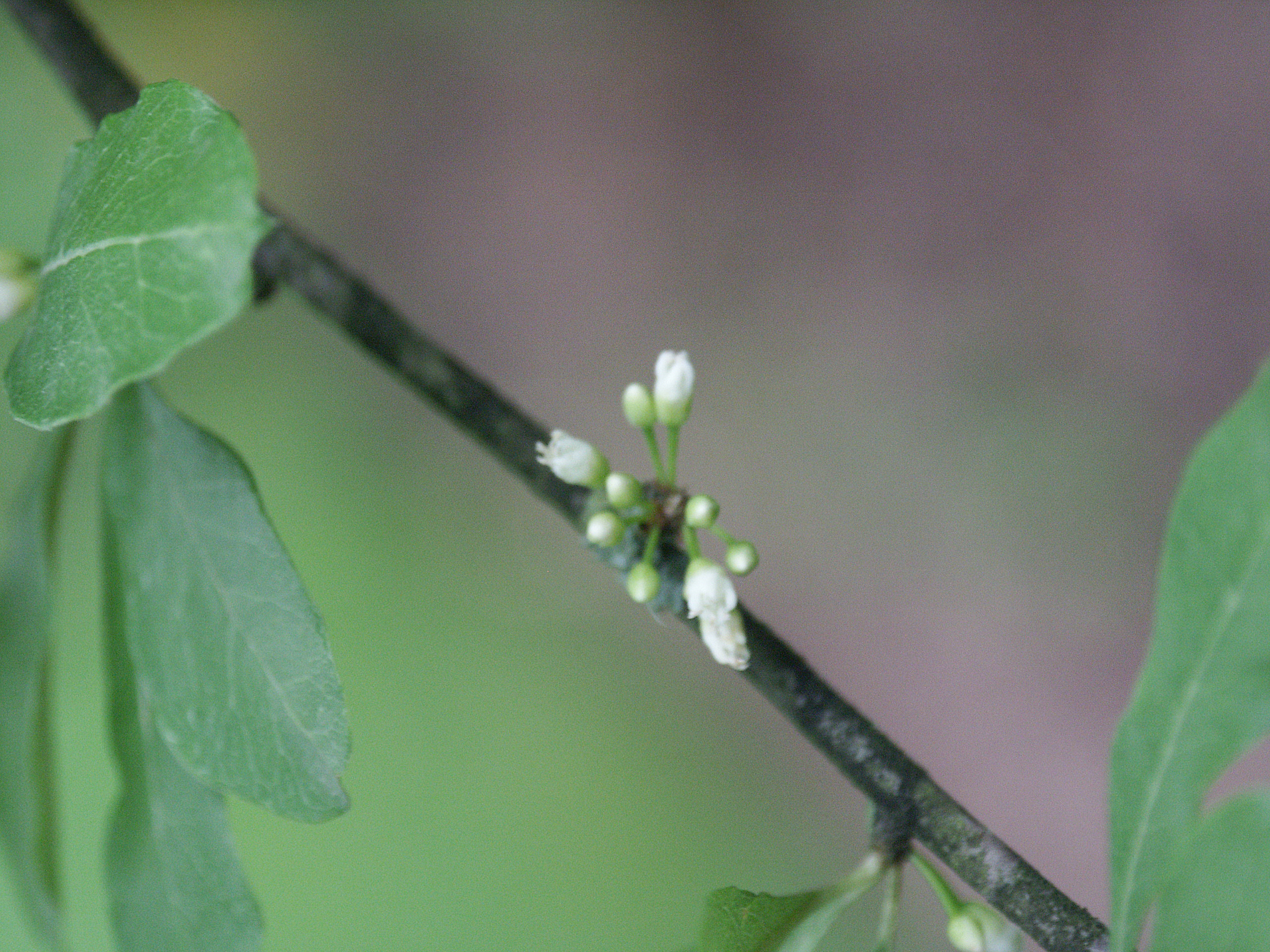
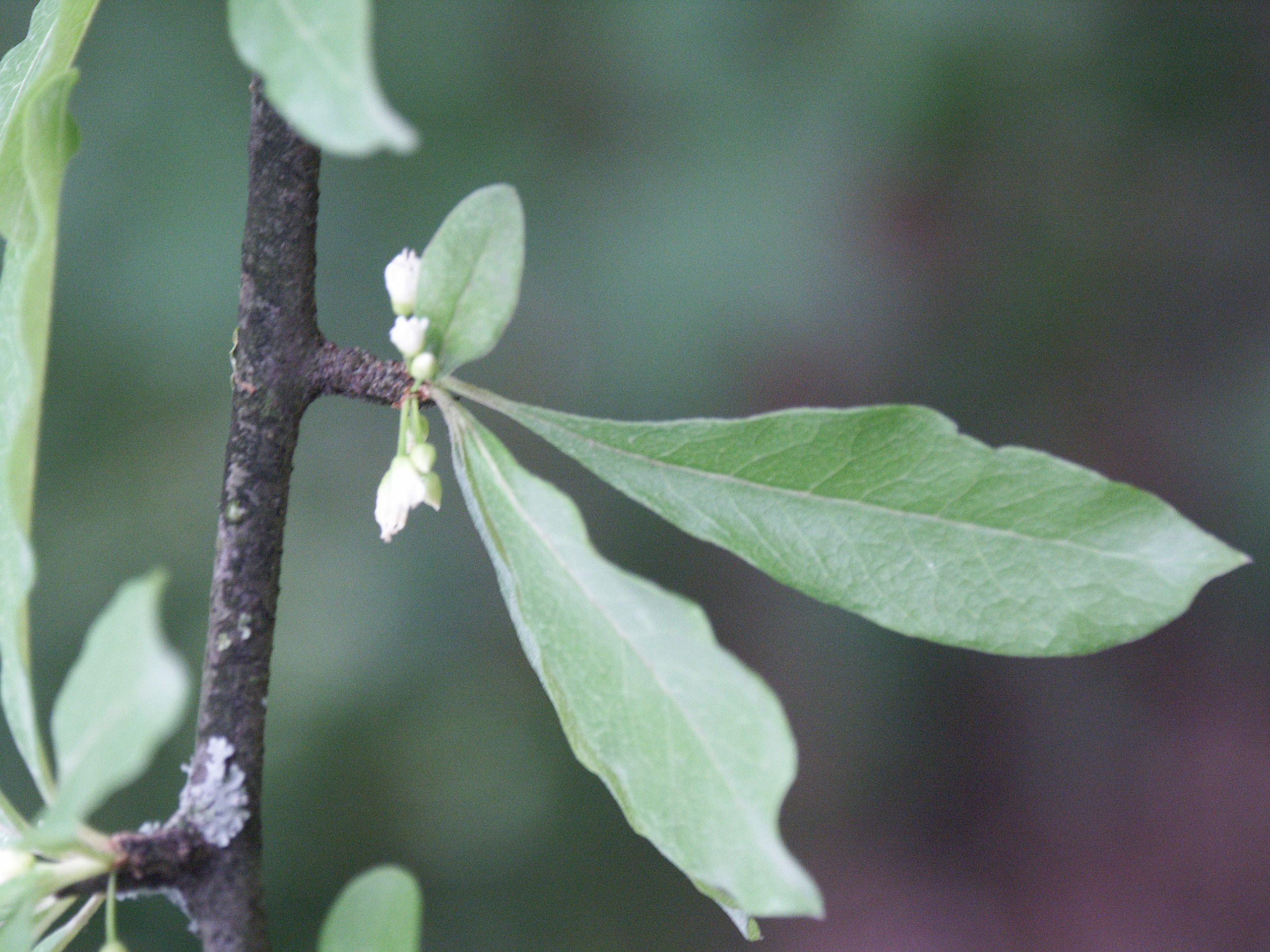